# Szabad Föld
A Szabad Föld egy magyar hetilap, "a magyar vidék lapja". A KESMA-hoz tartozó lap, amit a Mediaworks ad ki. Hetente több mint 40 000 olvasó kezébe jut el a kiadvány. Főszerkesztője Gajdics Ottó.

## Története
Az MKP földmíves-hetilapjaként, az első száma 1945. augusztus 29-én jelent meg. 1948. június 20-tól az MDP, 1949. január 2-a és 1952. január 13-a között a Földmunkások Országos Szövetsége adta ki. 1958. április 20-tól a Hazafias Népfront, 1973. június 3-ától pedig a Termelőszövetkezetek Országos Tanácsa hetilapjaként jelent meg.
Eck Gyula 1971-től 1994-ben bekövetkezett haláláig állt a lap élén.

### A rendszerváltás után
A rendszerváltás után a Szabad Föld vágyott privatizációs célpont volt, hiszen bőven félmillió fölötti példány-számmal érte meg 1989–1990 fordulóját.
A lapot 1990 januárjában a Demján Sándor által képviselt kanadai CEIC Holding vette meg, amely aztán bevitte egy új cégbe, a Szabad Föld Rt.-be (korábban a Hírlapkiadó Vállalat jelentette meg az újságot). A következő évben – részben egy leányvállalatán keresztül – a Magyar Hitel Bank Rt. (MHB) vette át a céget többségi tulajdonosként, ám garantálta „a lap szellemi és anyagi értékeit”. Az 1992-es átlagpéldányszám 568 ezer volt (az előző évi 675 ezer!), s 543 ezer példány el is fogyott, a cég nyereséget hozott: 1991-ben 31 millió, 1992-ben 39 millió forintot. Ezt követően szétvált a Szabad Föld tulajdonosi (alapítói) és kiadói joga: az előbbi maradt az rt.-nél, míg az utóbbi az ugyancsak MHB-érdekeltségű Mai Nap Rt.-hez került bérleti díj (1994-ben 175 millió forint) ellenében.
1995 elején az Állami Vagyonkezelő Rt. vette meg az MHB-lapokat (a Szabad Földnél az rt. részvénytöbbségét), majd miután visszavették a kiadói jogot is, eladásra hirdették meg. A nyertes – ugyancsak még 1995-ben – a Postabank-csoport lett (ekkor a példányszám mintegy 440 ezer volt). A Postabank mellé a következő évben az MSZP-által létrehozott József Attila Alapítvány került, amely az egyik alapító részvényes, a Mezőgazdasági Szövetkezők és Termelők Országos Szövetsége (MOSZ) részét vette meg (s Annus József szocialista parlamenti képviselő került a lap élére).
Az 1998-as kormányváltás után a József Attila Alapítvány 1999-ben a Ringier Kiadó Kft.-nek adta el a részét, s ezt követően az új részvényes és a csőd szélére került, állami irányítású Postabank-csoport küzdött-pereskedett a lapért. Jellemző a Szabad Föld iránti vágyakra, hogy a Fidesz-MPP 1999. májusi kongresszusán is szóba került a lap: Homa János képviselő a baloldali érdekkörből való „kiemelését” javasolta. Ez sikerült is: a lap kiadói jogát áttették egy Postabank-cégbe, kicselezve így a Ringiert is. A következő lépés már a Magyar Nemzet kiadójának, a Nemzet Kft.-nek juttatta a kiadói jogot: egy 2000-ben kelt bérleti szerződés alapján 11 évre, mintegy évi 150 millió forintért. Az új, a Magyar Nemzet főszerkesztője, Liszkay Gábor által vezetett kiadó 2001 elején átalakította a lapot (keddről péntekre került a megjelenés, s a vidéki hetilap jelzőjét „független”-ről „családi”-ra változtatták), amelyet hozzáillesztettek a napilaphoz, például közös műsorújságot adnak ki. 2003 őszére egyébként maga a Szabad Föld Rt. az Állami Privatizációs és Vagyonkezelő Rt. tulajdonába került, miután az 2006-ig halasztott fizetéssel átvette a részvényeket a Magyar Fejlesztési Bank Rt.-től, amelynek cége, a Bodrogköz Kft. 2000-ben szerezte meg azokat a Postabank–Ringier párostól.
Ez a helyzet azt eredményezte, hogy a lap 2002 tavaszától úgy volt ellenzéki, hogy közben állami tulajdonban volt (ahogy 1994 után a Magyar Nemzettel is megtörtént), más kérdés, hogy az első Orbán-kormány idején kötött szerződés miatt az új kabinet könnyen nem „férhetett hozzá” a 2003 negyedik negyedévében már csak 151,7 ezer példányban fogyó, a Magyar Nemzetből is ismert Gajdics Ottó felelős szerkesztésében megjelenő laphoz. Sajtókörökben 2003 nyarán-őszén azonban már híre ment, hogy a kormányzat mindenképpen szeretné „kiszabadítani” a Szabad Földet. Erre novemberben sor is került: ekkor a Geoholding-cégcsoporthoz tartozó Szabad Lap Kft. vette át az újság megjelentetését, állítólag mintegy 250 millió forintos lelépési díjat fizetett a Liszkay Gábor-féle Nemzet Kft.-nek. Ez irányváltással is járt: a vezetőket lecserélték, illetve menesztették, és Tamás Gábor személyében új főszerkesztőt hoztak a Népszabadságtól.
2016-ban a lapot addigi tulajdonosaitól egy Jörg Marquardhoz köthető projektcég, a liechtensteini bejegyzésű XXI Century Invest vásárolta meg. 2017-ben elhunyt Horváth László főszerkesztő. A lap jelenleg a KESMA tulajdonában van.

## Főszerkesztői
- Kállai Gyula
- Nagy Imre
- Szabó Pál
- Szentkirályi János
- Eck Gyula
- Major Lajos
- 1996–2000: Annus József
- 2000–2001:Végh Alpár Sándor
- 2001–2019: Fábián Gyula
- 2019–: Gajdics Ottó

## Kulturális mellékletei
- Képes Szabad Föld (1947–1948, ill. 1959–1960)
- Szabad Föld Képes Vasárnapja (1953–1956)
- Százoldalas Szabad Föld (1978–1995)